# Тижукас (микрорегион)
Тижукас е микрорегион в регион Гранди Флорианополис, щата Санта Катарина, Бразилия с обща площ 2127.692 км² и население 74 198 души (2006).